# Alfred Tonna
Alfred Tonna (ur. 31 maja 1950) – maltański kolarz szosowy, dwukrotny olimpijczyk.
Brał udział w igrzyskach olimpijskich w 1972 (Monachium) i 1980 (Moskwa). Na pierwszych startował tylko w jeździe drużynowej na czas i wraz z Louisem Bezziną, Josephem Saidem i Johnem Magrim zajął 31. miejsce na 36 zespołów (wyprzedzili m.in. zdyskwalifikowanych Holendrów). 
8 lat później w Moskwie wystąpił w dwóch konkurencjach: ponownie w jeździe drużynowej na czas oraz w wyścigu indywidualnym ze startu wspólnego. Jazdy indywidualnej nie ukończył, natomiast jazdę drużynową zakończył na 20. miejscu w stawce 23 drużyn. Tym razem jego drużynowymi partnerami byli: Joseph Farrugia, Albert Micallef i Carmel Muscat. Miał wówczas 170 cm wzrostu.